# تسينغهوا يونيجروب
شركة تسينغهوا يونيجروب المحدودة . هي شركة صينية مملوكة للدولة لتصنيع التكنولوجيا وأشباه الموصلات والتي توفر أيضًا البنية التحتية والخدمات الرقمية للأسواق المحلية والعالمية. يقع مقرها في بكين، وهي من بين أكبر التكتلات التكنولوجية في البلاد. وتشمل الشركات التابعة سبريدترم ، أكبر مصمم لشرائح الهاتف المحمول في الصين.   تقوم الإعانات الأساسية الأخرى بتصميم وتصنيع معدات الشبكات ومنتجات الخوادم والتخزين، وإنتاج تكامل الأنظمة وأمن الشبكات وتطبيقات البرامج.

## ملخص
لدى تسينغهوا يونيجروب خمس شركات فرعية رئيسية، وهي New H3C Technologies و UNISOC Communications Co وGuoxin Micro وUniCloud Technology Co. وتشمل الشركات التابعة الأخرى Unisplendour Corp Ltd. وLinxens ومقرها فرنسا، وهي شركة تصميم وتصنيع للموصلات الصغيرة للبطاقات الذكية وRFID الهوائيات والتطعيمات. 

### التحقيق في الفساد
في مارس 2023، اتُهمت شركة تسينغهوا يونيجروب ومديرها التنفيذي بالفساد من قبل اللجنة المركزية لفحص الانضباط . واتهمت هيئة مكافحة الاحتيال السيد تشاو بالاستيلاء على شركة مملوكة للدولة واستخدامها لشراء سلع وخدمات يديرها أقاربه وأصدقاؤه بأسعار أعلى بكثير من سعر السوق، مما أدى إلى مشاكل مالية للشركة.